# United Stars
Der United Stars FC ist ein Fußballverein aus Rundu, Namibia. Der Verein wurde 1984 gegründet und spielte in der Saison 2001/2002 erstmals in der Namibia Premier League. 
United Stars wird von Hansa Pilsener gesponsert. 
2009 gewann United Stars die Northern Stream Namibia First Division und qualifizierte sich damit als Aufsteiger für die Namibia Premier League 2009/10, die sie jedoch ein Jahr später als Absteiger wieder verließen. Der sofortige Wiederaufstieg gelang zur Saison 2011/12. In der Folgesaison stieg die Mannschaft wieder ab, erreichte aber erneut den sofortigen Aufstieg.